# Saint-Raphaël (Dordonha)
Saint-Raphaël é uma comuna francesa na região administrativa da Nova Aquitânia, no departamento Dordonha. Estende-se por uma área de 7,27 km². Em 2010 a comuna tinha 96 habitantes (densidade: 13,2 hab./km²).